# Проспект Тракторобудівників
Проспект Тракторобудівників — велика вулиця у місті Харків, яка тягнеться з північного до південного сходу міста та має протяжність близько 8800 метрів та розташована на Салтівці та Немишлі.
Забудова, здебільшого — багатоповерхові житлові будинки другої половини XX сторіччя, проте на перших номерах проспекту трапляються і одноповерхові приватні будинки.
Розпочинається проспект біля станції метро ім. Масельського у Немишлянському районі міста, далі перетинається з вулицею Братською, тягнеться на північ до району Немишлі, де перетинається з вулицями Танковою, Могилівською та Немишлянською, далі проспект тягнеться на Салтівку, де перетинається із вулицями Єдності, Естонською, Амосова, Литовською, Ужгородським проїздом, Делегатською та вулицею та Салтівським Шосе. Далі проспект тягнеться до Салтівського району міста, де перетинається із проспектом Ювілейним, вулицею Василя Стуса, Владислава Зубенка, Валентинівською, Нескорених та завершується на перехресті з вулицею Бучми.

## Транспортні комунікації
Поруч із початком проспекту розташована станція метро Холодногірсько-Заводської лінії ім. Масельського.
Також у перспективі планується побудова станцій метро Салтівсько-Заводської лінії на проспекті.
Проспектом курсують трамваї маршрутів № 8 (зупинка на перехресті з Салтівським шосе), № 16, № 23, № 26,№ 27 та тролейбуси маршрутів № 19,№ 20,№ 24 (у всіх трьох зупинка на перехресті з Ювілейним проспектом), № 34 (зупинка на перехресті з Валентинівською вулицею).
Також проспектом курсує велика кількість автобусних маршрутів: № 6,№ 10,№ 19,№ 24,№ 49,№ 105,№ 121,№ 204,№ 207,№ 213,№ 215,№ 228,№ 266,№ 272,№ 275.

## Визначні місця

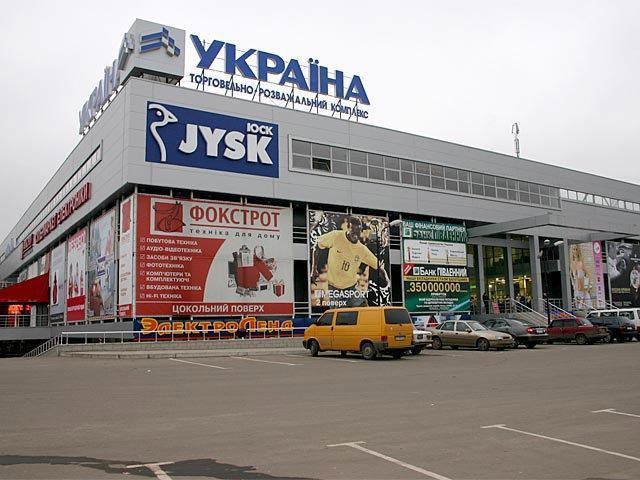
Торговельно-розважальний комплекс «Україна»

- Салтівський Лід — великий спортивний комплекс, де грають хокейні команди, показують льодові шоу-програми, просп. Тракторобудівників, 55Б.
- Харківський палац дитячої та юнацької творчості — будинок культури і творчості, який відкрито у 1993 р, є комплексним позашкільним навчальним закладом. Споруда знаходиться в парку Перемоги, просп. Тракторобудівників, 55.
- ТРК «Україна» — торговельно-розважальний комплекс послугами якого користується велика кількість мешканців Салтівки, просп. Тракторобудівників, 59/56.

- Новосалтівський ринок — найбільший ринок проспекту; розташований на перехресті з проспектом Ювілейним.
- ТЦ «КЛАСС» (КЛАСС-7), просп. Тракторобудівників, 128в.
- Регіональний центр послуг (один з Центрів надання адміністративних послуг м.  Харкова), просп. Тракторобудівників, 144.
- Свято-Володимирський храм РПЦвУ (УПЦ МП); на перехресті з вул. Нескорених.
- Салтівське трамвайне депо, просп. Тракторобудівників, 109.